# Ickenham (metropolitana di Londra)
Ickenham è una stazione della metropolitana di Londra, servita delle linee Metropolitan e Piccadilly.
Fino al 1933 era servita dalla linea District, rimpiazzata in quell'anno dalla Piccadilly.

## Storia
La Harrow and Uxbridge Railway (in seguito fusa con la Metropolitan Railway, MR, oggi la linea Metropolitan) aprì il 4 luglio 1904 una linea tra Harrow-on-the-Hill e Uxbridge, con, all'inizio, una sola stazione intermedia a Ruislip. Il servizio originariamente era svolto da treni a vapore, ma i lavori per l'elettrificazione furono completati nei mesi seguenti e i convogli a trazione elettrica iniziarono a operara sulla tratta il 1º gennaio 1905.
Lo sviluppo urbano in questa zona del Middlesex settentrionale nei due decenni successivi portò gradualmente all'apertura di nuove stazioni per incoraggiare la crescita delle aree residenziali. Il 25 settembre 1905 una piccola fermata fu aperta dalla MR con il nome di Ickenham halt, in seguito a pressioni del consiglio distrettuale di Ickenham. La compagnia ferroviaria non era molto propensa ad aprire una stazione nella zona, dato che si riteneva non sarebbe stata profittevole, e così fu raggiunto un compromesso con l'apertura della fermata.
La nuova fermata portò un buon numero di viaggiatori dal centro di Londra che volevano trascorrere una giornata in campagna. Gli abitanti del villaggio vicino alla fermata vendevano i fiori dei loro giardini e servivano tè. Il consiglio distrettuale in seguito richiese delle tettoie a protezione dei passeggeri sulle banchine, che furono costruite nel dicembre 1905. Una biglietteria seguì nel 1910. Le piattaforme, che erano troppo corte per consentire la sosta completa dei treni, furono estese nel 1922.
Il 1º marzo 1910 fu aperta un'estensione della linea District da South Harrow per collegarsi con la linea Metropolitan a Rayners Lane, permettendo ai treni della District di servire questo tratto di linea.
Il 22 ottobre 1933 i servizi della linea District cessarono e il giorno successivo la linea fu presa in carico dalla linea Piccadilly.
La stazione di Ickenham fu ricostruita negli anni settanta.
La stazione è rimasta chiusa dal 18 luglio all'11 agosto 2014 per la sostituzione dei binari fra Uxbridge e Ruislip.
Nel 2018 è stato annunciato che la stazione sarà resa accessibile a persone disabili entro il 2022, come parte di un piano di investimenti da 200 milioni di sterline per aumentare il numero di stazioni accessibili sulla rete metropolitana. I lavori sono stati completati nel giugno 2021.

### Progetti
Il borgo di Hillingdon ha annunciato nel giugno 2011 la sua intenzione di fare pressioni sulla Transport for London per estendere il tracciato della linea Central fino a Uxbridge, collegando West Ruislip con Ickenham e proseguire da qui lungo i binari della Metropolitan e della linea Piccadilly già esistenti. La TfL ha espresso scetticismo sul progetto, per il quale sarebbe necessario uno studio di fattibilità che ne dimostri l'utilità economica. In ogni caso la realizzazione sarà possibile solo una volta completato l'aggiornamento del sistema di segnaletica sulla linea Metropolitan, che consentirà ai treni della linea Central di condividerne i binari, cosa al momento impossibile.

## Interscambi
Nelle vicinanze della stazione effettua fermata una linea urbana automobilistica, gestita da London Buses.
- Fermata autobus

La stazione di West Ruislip della linea Central e della National Rail si trova a circa 1 km di distanza verso nord.

## Galleria d'immagini

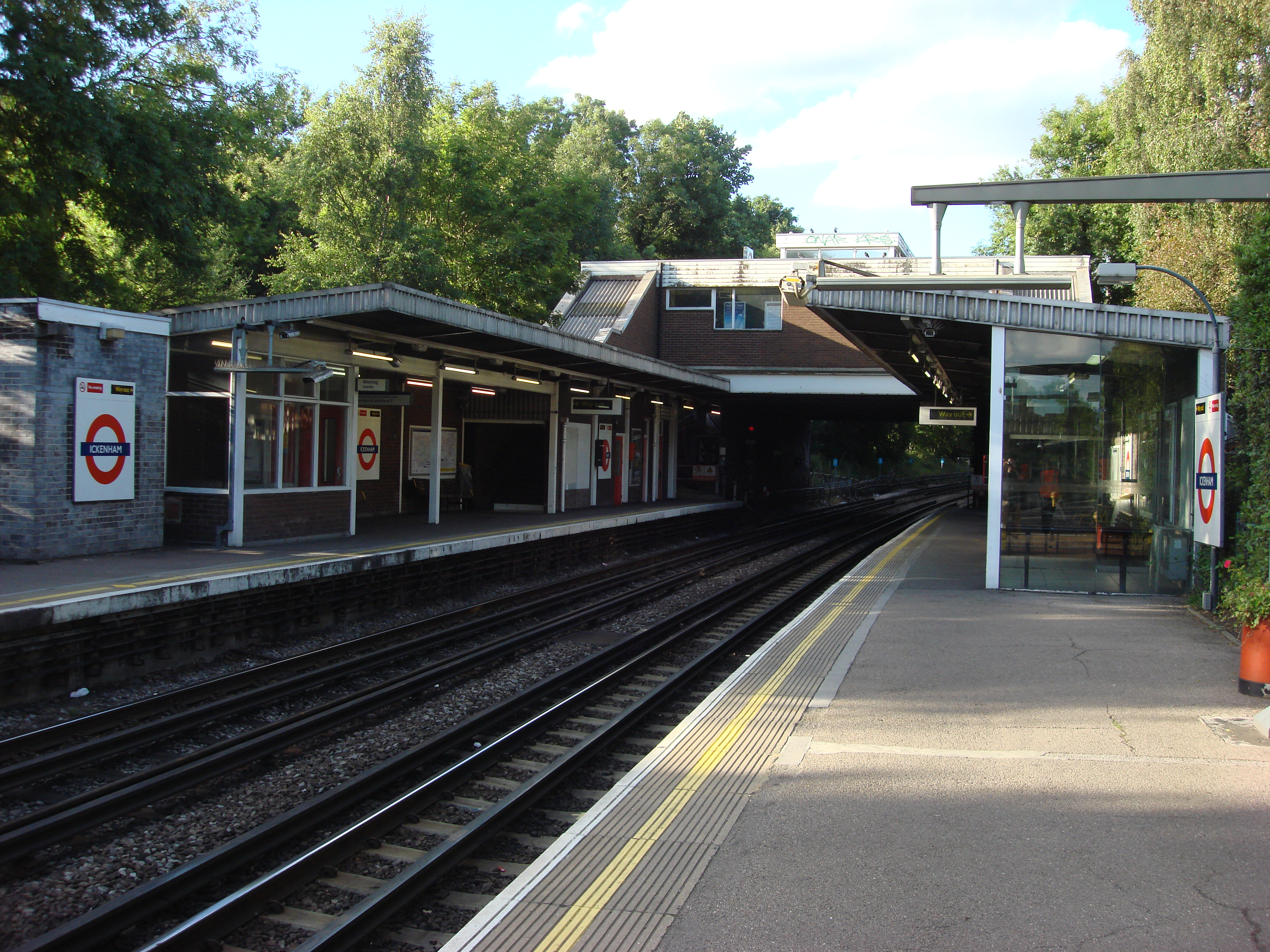
Piattaforma in direzione ovest, vista in direzione est verso Ruislip
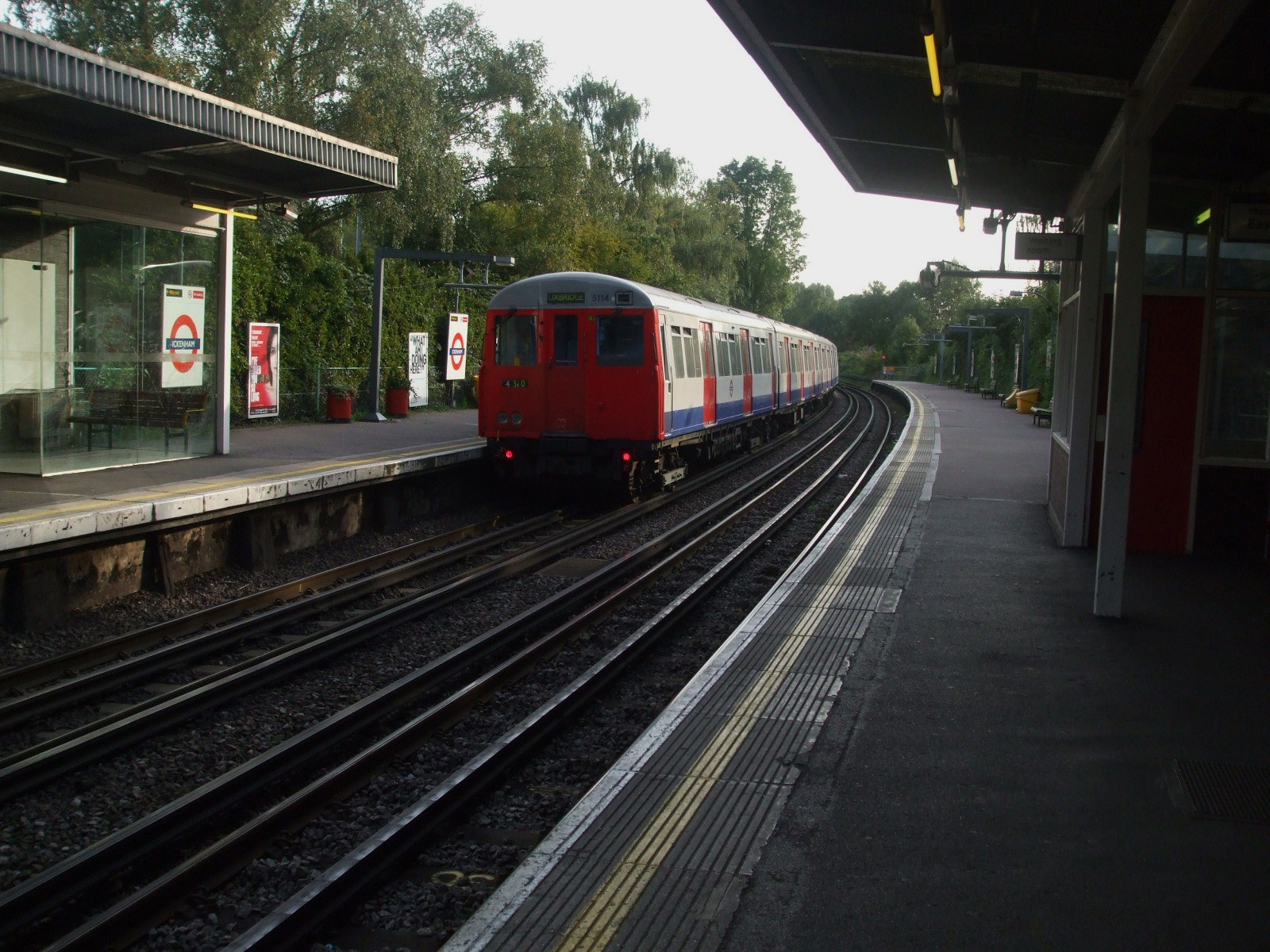
Treno della linea Metropolitan alla stazione di Ickenham
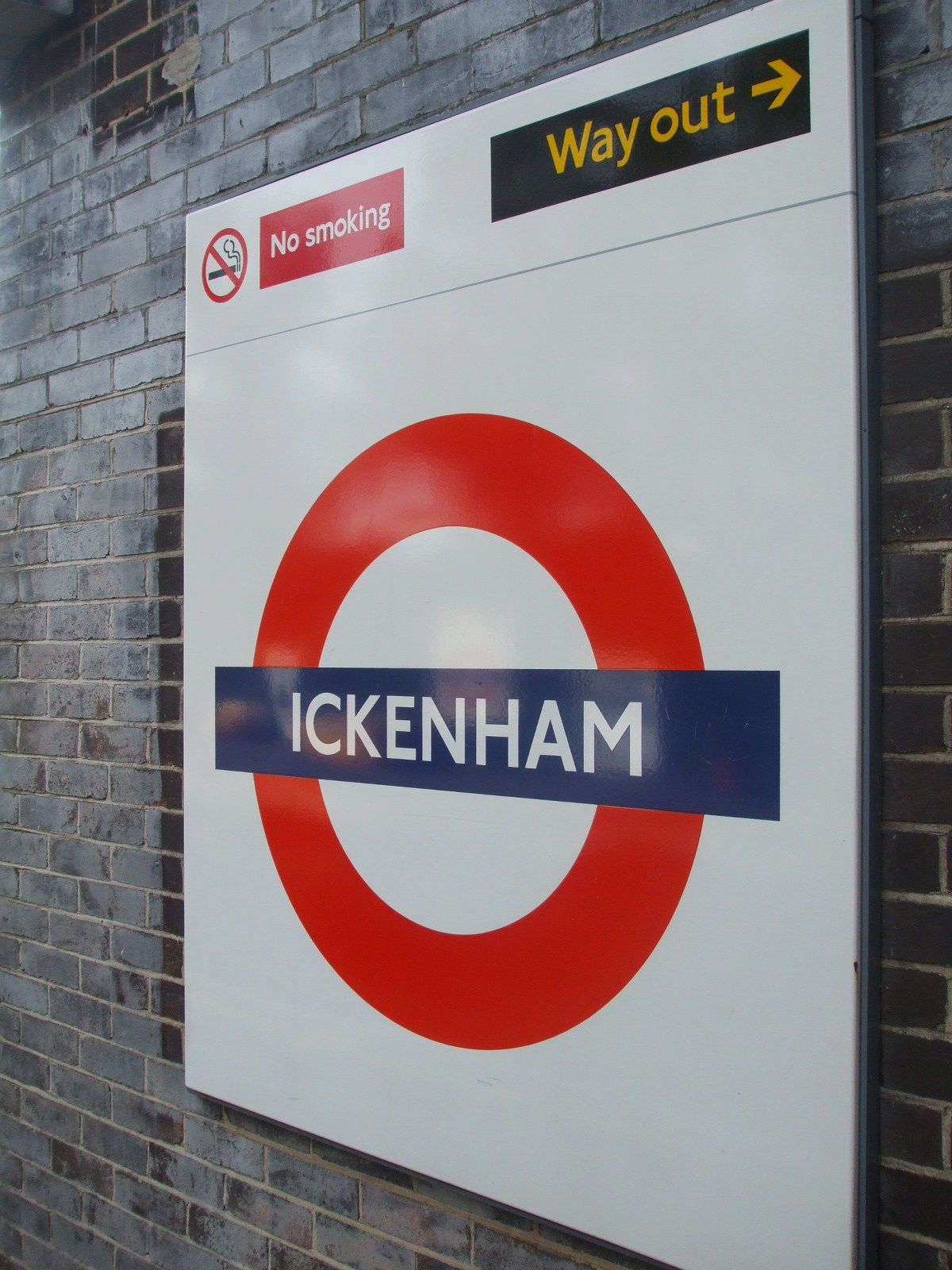
Roundel a Ickenham